# Меоре Кіція
Меоре Кіція (груз. მეორე კიწია) — село в Грузії.
За даними перепису населення 2014 року в селі проживає 263 особи.